# リッチテンソル
微分幾何学において、リッチ曲率テンソル (英: Ricci curvature tensor) とは、歪んだリーマン多様体上の測地球の体積がユークリッド空間上の球体からどれだけずれるかを表す量である。グレゴリオ・リッチ＝クルバストロに因んでその名がある。あるリーマン計量が与えられたとき、その記述する幾何が通常の n 次元ユークリッド空間からどれだけ違うか表わす尺度として使うことができる。リッチテンソルはどんな擬リーマン多様体に対しても、リーマン曲率テンソルのトレースとして定義される。計量それ自体と同様、リッチテンソルは多様体の接空間上の対称双線型形式である。
相対性理論では、リッチテンソルは時空の曲率 (Rμvと表す) の一部であり、レイチャウデューリ方程式を通じて物質が時間とともにどれだけ収縮もしくは拡散するかの程度に関連する。アインシュタイン方程式を通じて、宇宙に含まれる物質の量にも関連する。微分幾何学では、あるリーマン多様体上のリッチテンソルの下界により、一様な曲率をもつ空間形式と比較した場合の（比較定理も参照）大域的幾何学および位相幾何学的な情報を得ることができる。リッチテンソルが真空のアインシュタイン方程式を満たすとき、その多様体はアインシュタイン多様体であるといい、特に研究されている (cf. Besse 1987)。これと関係して、リッチフロー方程式はある計量がアインシュタイン計量へ発展するさまを記述する。この方法により、ポアンカレ予想が最終的に解決することとなった。

## 定義
{\displaystyle (M,g)} をレヴィ・チヴィタ接続 {\displaystyle \nabla } を持つ n 次元リーマン多様体とする。{\displaystyle M} のリーマン曲率テンソルは、ベクトル場 X, Y, Z 上に次のような {\displaystyle (1,3)} テンソルとして定義される。
{\displaystyle R(X,Y)Z=\nabla _{X}\nabla _{Y}Z-\nabla _{Y}\nabla _{X}Z-\nabla _{[X,Y]}Z}
M の点 p における接空間を TpM と書くことにすると、 TpM 上の任意のベクトル対 {\displaystyle \xi } および {\displaystyle \eta } に対し、リッチテンソル {\displaystyle \operatorname {Ric} } は {\displaystyle (\xi ,\eta )} において、次の線形写像 TpM → TpM のトレースとして定義される。
{\displaystyle \zeta \mapsto R(\zeta ,\eta )\xi }
局所座標系では、アインシュタインの縮約記法を用いて次のように書ける。
{\displaystyle \operatorname {Ric} =R_{ij}\,\mathrm {d} x^{i}\otimes \mathrm {d} x^{j}}
ここで、以下のように定義した。
{\displaystyle R_{ij}={R^{k}}_{ikj}}
リーマン曲率テンソルとクリストッフェル記号を用いて書くと、以下のようになる。
{\displaystyle R_{\alpha \beta }={R^{\rho }}_{\alpha \rho \beta }=\partial _{\rho }{\Gamma ^{\rho }{}_{\beta \alpha }}-\partial _{\beta }\Gamma ^{\rho }{}_{\rho \alpha }+\Gamma ^{\rho }{}_{\rho \lambda }\Gamma ^{\lambda }{}_{\beta \alpha }-\Gamma ^{\rho }{}_{\beta \lambda }\Gamma ^{\lambda }{}_{\rho \alpha }=2\Gamma ^{\rho }{}_{\alpha [\beta ,\rho ]}+2\Gamma ^{\rho }{}_{\lambda [\rho }\Gamma ^{\lambda }{}_{\beta ]\alpha }}

## 性質
ビアンキの恒等式からの帰結として、リーマン多様体のリッチテンソルは次の意味で対称となる。
{\displaystyle \operatorname {Ric} (\xi ,\eta )=\operatorname {Ric} (\eta ,\xi )}
従って、リッチテンソルは、量 {\displaystyle \operatorname {Ric} (\xi ,\xi )} を単位長さのベクトル {\displaystyle \xi } 全てについて知れば完全に決定されることになる。単位接線ベクトルについてのこの関数は、これを知ることがリッチ曲率テンソルを知ることと同値であるので、しばしば単純にリッチ曲率と呼ばれる。
リッチ曲率はリーマン多様体の断面曲率により定まるが、一般にはそれよりも情報を持っていない。実際、もし {\displaystyle \xi } が n-次元リーマン多様体上の単位ベクトルであるとすると、Ric(ξ, ξ) は、断面曲率の {\displaystyle \xi } を含む全ての二次元平面にわたる平均値のちょうど (n − 1) 倍となる。そのような二次元平面は (n−2)-次元の族を成すので、2次元および3次元においてのみリッチテンソルから完全な曲率テンソルを決定することができる。特記すべき例外として、多様体があらかじめユークリッド空間上の超曲面として与えられている場合がある。ガウス・コダッチ方程式を通じて完全な曲率を決定する第二基本形式は、それ自体がリッチテンソルにより決定され、超曲面の主方向もリッチテンソルの固有方向により決定される。リッチテンソルは、この理由によりリッチが導入したものである。
もしリッチ曲率関数 Ric(ξ, ξ) が単位接線ベクトル ξ の集合について定数関数であるならば、そのリーマン多様体はリッチ曲率が定数である、もしくはアインシュタイン多様体であるという。これは、リッチテンソル Ric が計量テンソル g の定数倍である場合にのみ成り立つ。
リッチ曲率は計量テンソルのラプラシアン倍として考えると便利である (Chow & Knopf 2004, Lemma 3.32)。特に、局所調和座標においては次の式が成り立つ。
{\displaystyle R_{ij}=-{\frac {1}{2}}\Delta (g_{ij})+{\text{lower order terms}},}
ここで、 Δ ラプラス・ベルトラミ作用素であり、この場合は関数 gij に作用するものと考える。この事実により、例えばリッチフロー方程式を計量の拡散方程式の自然な拡張と見做す動機があたえられる。また、p を底とする法線座標系においては、点 p において次が成り立つ。
{\displaystyle R_{ij}=-{\frac {3}{2}}\Delta (g_{ij})}

## 直接の幾何学的意味
リーマン多様体 (M, g) 上の任意の点 p に対して、その近傍に測地法線座標系と呼ばれる好ましい局所座標を定義することができる。この座標系の計量は、点 p からの測地距離が原点からのユークリッド距離と対応するような形で、点 p を通る測地線が原点を通る直線に対応するように調整されている。この座標系においては、計量テンソルは次の式が成り立つという意味でユークリッド計量による良い近似が成り立つ。
{\displaystyle g_{ij}=\delta _{ij}+O(|x|^{2})}
実際、ヤコビ場に対して法線座標系における動径測地線に沿って計量テンソルのテイラー展開を行うと、次を得る。
{\displaystyle g_{ij}=\delta _{ij}-{\frac {1}{3}}R_{ikj\ell }x^{k}x^{\ell }+O(|x|^{3})}
この座標系では、計量の体積要素は p において次のように展開される。
{\displaystyle \mathrm {d} \mu _{g}={\Big [}1-{\frac {1}{6}}R_{jk}x^{j}x^{k}+O(|x|^{3}){\Big ]}\mathrm {d} \mu _{\rm {Euclidean}}}
この式は計量の行列式の自乗根を展開すれば得られる。
したがって、リッチ曲率 Ric(ξ, ξ) がベクトル ξ の向きに正であるならば、ξ の周りの小円錐に収まる初速度をもって p から発し、強収束する短測地線の族が掃く M 上の円錐領域の体積と、ユークリッド空間における対応する円錐領域の体積を比べると、小さな球面楔形の表面積が対応するユークリッド空間上の扇形の面積よりも小さいのと同様、後者が小さくなる。類似して、リッチ曲率がベクトル ξ 方向に負であるならば、多様体上のそのような円錐領域の体積はユークリッド空間におけるものよりも大きくなる。
本質的には、リッチ曲率は曲率の ξ を含む平面にわたる平均である。従って、元は円形（もしくは球形）断面をもって発せられた円錐が、楕円（もしくは楕円体）に歪められるとき、それぞれの主軸に沿った歪みが打ち消しあって体積変化がなくなることがありうる。このような場合、リッチ曲率は ξ に沿って零となる。よって、物理学への応用の文脈でいえば、非零の断面曲率があることは、必ずしもそこに局所的に質量が存在することを意味しない。もし、最初は円形断面を持っていた世界線の円錐が後に楕円になるならば、これは別の場所にある質量の潮汐効果によるものである。

## 応用
一般相対性理論において、リッチ曲率はアインシュタイン方程式の鍵となる項であり、重要な役割を果たす。
リッチフロー方程式にもリッチ曲率はあらわれる。時間依存するリーマン計量はある方向にリッチ計量の符号を反転した量だけ変形する。この連立偏微分方程式は熱拡散方程式の非線形な類似物であり、1980年代初頭にリチャード・ハミルトンにより初めて導入された。熱は定温の平衡状態に達するまで拡散しつづけるものであるから、リッチフローも多様体のリッチ曲率が定数になるような平衡幾何を実現することが期待される。近年のグリゴリー・ペレルマンによるこの主題への貢献により、三次元においてはこのプログラムによりコンパクト三次元多様体が1970年代のウィリアム・サーストンによる幾何化予想に沿って完全に分類されることが示され、それによりポアンカレ予想が肯定的に証明された。
ケーラー多様体においては、リッチ曲率はその多様体の第一チャーン類をねじれを除いて決定する。しかし、一般のリーマン多様体においては類似する位相幾何学的解釈が無い。

## 大域的幾何と位相幾何
ここに、正のリッチ曲率を持つ多様体に関する大域的な結果の短い一覧を示す。リーマン幾何学の古典定理も参照されたい。簡潔に言うと、リーマン多様体の正のリッチ曲率は強い位相幾何的帰結を持つのに対して、（三次元以上では）負のリッチ曲率は何らの位相幾何的含意も持たない。（リッチ曲率は、リッチ曲率関数 Ric(ξ, ξ) が非零接ベクトル ξ の集合に対して正であるときに正であるという。）いくつかの結果は擬リーマン多様体についても知られている。
1. マイヤーズの定理（英語版）によれば、完備リーマン多様体においてリッチ曲率が下界 (n − 1)k > 0 を持つならば、多様体の直径は ≤ π/√k を満し、等号は多様体が定数曲率 k の球と等長のときだけに成り立つ。被覆空間にまつわる議論から、正のリッチ曲率を持つ任意のコンパクト多様体は有限基本群を持たなければならないことが導かれる。
2. ビショップ・グロモフの不等式（英語版）は、完備 m-次元リーマン多様体が非負のリッチ曲率を持つならば、球の体積は半径を共通にする m-次元ユークリッド空間上の球以下となる。さらには、 vp(R) を多様体上の p を中心とする半径 R の球の体積であるとし、V(R) = cmRm を m-次元ユークリッド空間上の半径 R の球の体積とするなら、関数 vp(R)/V(R) は非増加関数である。（最後の不等式は、一般の下界に一般化することができ、これがグロモフのコンパクト性定理（英語版）の証明の鍵となる。）
3. チーガー・グロモールの分割定理（英語版）によれば、 Ric ≥ 0 を満たす完備リーマン多様体が「直線」、すなわち d(γ(u), γ(v)) = |u − v| が全ての {\displaystyle v,u\in \mathbb {R} } について満たされるような測地線 γ を持つとき、この多様体は直積空間 {\displaystyle \mathbb {R} \times L} に対して等長となる。結果として、正のリッチ曲率を持つ完備多様体は多くとも一つの端しか持たないことがわかる。この定理は、いくつか追加で仮定を置けば、非負のリッチテンソルを持つ完備ローレンツ多様体（計量の符号が (+−−...) となっている多様体）についても成り立つ (Galloway 2000)。

これらの結果は、正のリッチ曲率は強い位相幾何的帰結を持つことを示している。対照的に、曲面の場合を除いて負のリッチ曲率には位相的含意が全く知られていない。Lohkamp (1994) によれば、次元が2より大きな任意の多様体でリーマン計量が負のリッチ曲率を持てることが示されている。（曲面の場合、負のリッチ曲率は断面曲率が負であることを意味する。しかし、重要なのはむしろこれがより高次の場合では全く通用しないことである。）

## 共形再スケーリング下での振舞い
計量 g を共形因子 e2f 倍に変更するとき、新しい計量  = e2fg のリッチテンソルは  (Besse 1987, p. 59) によれば
{\displaystyle {\widetilde {\operatorname {Ric} }}=\operatorname {Ric} +(2-n)[\nabla \mathrm {d} f-\mathrm {d} f\otimes \mathrm {d} f]+[\Delta f-(n-2)\|\mathrm {d} f\|^{2}]g}
で与えられる。ここで、Δ = d∗d は（正値スペクトル）ホッジラプラシアン、つまり通常のヘッシアンのトレースの「反対」である。
特に、リーマン多様体上のある点 p で、任意の計量に対してそれと共形でありながらリッチテンソルが点 p において零となるような計量を必ず見付けることができる。ただし、これは点についての言及であることに注意されたい。多様体全体のリッチ曲率を共形再スケーリングにより零にすることは一般には不可能である。
二次元多様体の場合は、上の公式は f が調和関数であるならば共形スケーリング g ↦ e2fg はリッチ曲率を変化させないことを示している。

## トレースなしリッチテンソル
リーマン幾何学及び一般相対性理論において、擬リーマン多様体 (M, g) のトレースなしリッチテンソル (trace-free Ricci tensor) は次のように定義される。
{\displaystyle Z=\operatorname {Ric} -{\frac {S}{n}}g}
ここで Ric はリッチテンソル、S はスカラー曲率、g は計量テンソル、n は M の次元である。この量の名前は、トレースが自動的に零になることに由来する。
{\displaystyle Z_{ab}g^{ab}=\,0}
{\displaystyle n\geq 3} の場合、トレースなしリッチテンソルは次の場合にのみ恒等的に零となる。
{\displaystyle \operatorname {Ric} =\lambda g}
ここで λ は何らかの定数とする。数学的には、これが (M, g) がアインシュタイン多様体となる条件である。物理的には、この式は (M, g) が宇宙定数つきの真空アインシュタイン方程式の解であることを意味する。

## ケーラー多様体
ケーラー多様体 X において、リッチ曲率は標準直線束の曲率形式を決定する (Moroianu 2007, Chapter 12) 。標準直線束とは、正則ケーラー微分の束の最高次外羃である。
{\displaystyle \kappa =\wedge ^{n}\Omega _{X}}
X 上の計量に対応するレヴィ=チヴィタ接続は κ 上の接続を与える。この接続の曲率は、次のように定義される。
{\displaystyle \rho (X,Y)\,{\stackrel {\text{def}}{=}}\,\operatorname {Ric} (JX,Y)}
ここで、J はケーラー多様体の構造により決定される接束上のは複素構造写像である。リッチ形式は2-閉形式である。そのコホモロジー類は、実定数因子の違いを除いて標準束の第一チャーン類であり、したがって、これはX の位相幾何にのみ依存し複素構造のホモトピーで類あり、この意味で（X がコンパクトであれば）X の位相幾何学的な不変量である。
逆に、リッチ形式はリッチテンソルにより次のように決定される。
{\displaystyle \operatorname {Ric} (X,Y)=\rho (X,JY)}
局所正則座標 zα においては、リッチ形式は次のように与えられる。
{\displaystyle \rho =-i\partial {\overline {\partial }}\log \det(g_{\alpha {\overline {\beta }}})}
ここで、 {\displaystyle \partial } はドルボー作用素であり、
{\displaystyle g_{\alpha {\overline {\beta }}}=g\left({\frac {\partial }{\partial z^{\alpha }}},{\frac {\partial }{\partial {\overline {z}}{}^{\beta }}}\right)}
である。リッチテンソルが零であるならば、標準束は平坦であり、構造群は局所的に特殊線形群 SL(n, C) の部分群に縮約できる。しかし、ケーラー多様体は既に U(n) にホロノミーを持っており、よってリッチ平坦なケーラー多様体の（制限）ホロノミーは SU(n) に含まれる。逆にいえば、2n-次元リーマン多様体の（制限）ホロノミーが SU(n) その多様体はリッチ平坦なケーラー多様体である (Kobayashi & Nomizu 1996, IX, §4)。

## アフィン接続への一般化
リッチテンソルは任意のアフィン接続へ一般化でき、射影幾何（パラメトライズされない測地線に関連する幾何学）において特に重要な役割を果す不変量である (Nomizu & Sasaki 1994)。{\displaystyle \nabla } と書くこととすると、曲率テンソル R は任意のベクトル場 X, Y, Z に対して次のように定義される (1, 3) テンソルである。
{\displaystyle R(X,Y)Z=\nabla _{X}\nabla _{Y}Z-\nabla _{Y}\nabla _{X}Z-\nabla _{[X,Y]}Z}
リッチテンソルは次のようにトレースで定義される。
{\displaystyle \operatorname {ric} (X,Y)=\operatorname {tr} (Z\mapsto R(Z,X)Y)}
この、より一般の場合では、リッチテンソルは局所的に接続の平行体積形式があるときにのみ対称となる。